# Liste der Straßen und Plätze in Leuteritz (Dresden)

Lage der Gemarkung Leuteritz in Dresden

Die Liste der Straßen und Plätze in Leuteritz beschreibt das Straßensystem im Dresdner Ortsteil Alt-Leuteritz mit den entsprechenden historischen Bezügen. Aufgeführt sind Straßen, die im Gebiet der Gemarkung Leuteritz liegen. Kulturdenkmale in der Gemarkung Leuteritz sind in der Liste der Kulturdenkmale in Leuteritz aufgeführt.
Leuteritz ist Teil der Ortschaft Mobschatz, die wiederum zum statistischen Stadtteil Cossebaude/Mobschatz/Oberwartha der sächsischen Landeshauptstadt Dresden gehört. Wichtigste Straße in der Leuteritzer Flur ist die Bundesautobahn 4 (Europastraße 40/Europastraße 55) auf ihrem Abschnitt zwischen dem Autobahndreieck Dresden-West und der Anschlussstelle Dresden-Altstadt. Sie verläuft rund 200 Meter südlich des Dorfkerns grob in Ost-West-Richtung durch die Gemarkung ohne direkte Anbindung an das Alt-Leuteritzer Straßennetz. Eine hervorgehobene Rolle für den Verkehr im Dresdner Westen spielt daneben die Oberlandstraße als Teil der Kreisstraße 6242, die von Cossebaude kommend über Brabschütz, Alt-Leuteritz und Merbitz nach Kemnitz führt. Insgesamt gibt es in Alt-Leuteritz sechs benannte Straßen und Plätze, die in der folgenden Liste aufgeführt sind.

## Legende
Die nachfolgende Tabelle gibt eine Übersicht über die vorhandenen Straßen und Plätze im Ortsteil sowie einige dazugehörige Informationen. Im Einzelnen sind dies:
- Name/Lage: Aktuelle Bezeichnung der Straße oder des Platzes sowie unter ‚Lage‘ ein Koordinatenlink, über den die Straße oder der Platz auf verschiedenen Kartendiensten angezeigt werden kann. Die Geoposition gibt dabei ungefähr die Mitte der Straße an.
- Länge/Maße in Metern: Die in der Übersicht enthaltenen Längenangaben sind nach mathematischen Regeln auf- oder abgerundete Übersichtswerte, die in Google Earth mit dem dortigen Maßstab ermittelt wurden. Sie dienen eher Vergleichszwecken und werden, sofern amtliche Werte bekannt sind, ausgetauscht und gesondert gekennzeichnet. Bei Plätzen sind die Maße in der Form a × b dargestellt. Der Zusatz ‚im Stadtteil‘ bzw. ‚im Ortsteil‘ gibt an, wie lang die Straße innerhalb des Stadt-/Ortsteils ist, sofern sie durch mehrere Stadt-/Ortsteile verläuft.
- Namensherkunft: Ursprung oder Bezug des Namens.
- Jahr der Benennung: Zeitpunkt, zu dem die Straße ihren heute gültigen Namen erhielt (sofern bekannt).
- Anmerkungen: Weitere Informationen bezüglich anliegender Institutionen, der Geschichte der Straße, historischer Bezeichnungen, Baudenkmalen usw.
- Bild: Foto der Straße.

## Straßenverzeichnis
| Name/Lage                 | Länge/Maße | Namensherkunft                                                                      | Jahr der Benennung | Anmerkungen | Bild |
| ------------------------- | ---------- | ----------------------------------------------------------------------------------- | ------------------ | --- | ---- |
| Albrechtshöhe Lage        |            | Flurname Albrechtshöhe, nach Albrecht dem Beherzten, Herzog von Sachsen (1443–1500) |                    | Die Albrechtshöhe erschließt wesentliche Teile des Nachbarorts Neu-Leuteritz, der in der Gemarkung Cossebaude liegt. |      |
| Alt-Leuteritzer Ring Lage |            | Alt-Leuteritz                                                                       |                    | Der Alt-Leuteritzer Ring erschließt den als Rundling entstandenen Dorfkern von Alt-Leuteritz, an dem sich die vier Alt-Leuteritzer Kulturdenkmale befinden, und verbindet den Ortsteil mit dem nördlich benachbarten Cossebaude.                        |      |
| Brabschützer Straße Lage  |            | Brabschütz, westlich benachbarter Ortsteil                                          |                    | Die Brabschützer Straße ist Teil der alten Verbindung von Brabschütz nach Cossebaude. |      |
| Oberlandstraße Lage       |            | Gompitz-Mobschatzer Oberland                                                        |                    | Das Gompitz-Mobschatzer Oberland als Dresdner Teil des Meißner Hochlands liegt auf der Hochfläche außerhalb des Elbtalkessels. Die Oberlandstraße setzt sich unter gleichem Namen in den Fluren der benachbarten Ortsteile Merbitz und Brabschütz fort. |      |
| Postweg Lage              |            | alte Poststraße                                                                     |                    | Der Postweg ist die alte Verbindung entlang des oberen Tummelsgrundes von Alt-Leuteritz nach Mobschatz. |      |
| Ziegeleiweg Lage          |            | Ziegelei                                                                            |                    | Der Ziegeleiweg führt von der nördlichen Leuteritzer Flur ins Elbtal hinab, wo er auf den Grünen Weg, eine alte Verbindung nach Gohlis, trifft. Die Ziegelei befand sich beim früheren Leuteritzer und heutigen Cossebauder Ortsteil Tummelse.          |      |